# Stora svängen
Stora svängen är en trafikregel som är speciellt avsedd enbart för cyklister och i vissa fall även mopeder. Denna berör vägkorsningar med flera körfält. Vid vänstersväng måste många gånger motorfordon som t.ex. bilar hålla sig till ett körfält som ligger till vänster innan de får svänga vänster. Detta för att släppa fram trafiken som ska rakt fram eller till höger. Cyklisterna är inte beroende av dessa körfält utan får hålla sig till höger och kan ändå göra vänstersväng. Det är detta som kallas stora svängen. Övrig trafik måste vara uppmärksamma när en cyklist finns vid en sådan vägkorsning eftersom denna mycket väl kan göra en vänstersväng på detta sätt.